# Bodo Rudwaleit
Bodo Rudwaleit (n. 3 august 1957, Woltersdorf, Brandenburg, Germania) este un fotbalist german, medaliat olimpic. A participat la o ediție a Jocurilor Olimpice (1980) în care a câștigat o medalie de argint.

## Participări
Lista de mai jos prezintă principalele competiții la care a participat Bodo Rudwaleit de-a lungul carierei.
- Futbol na letnih Olimpiiskih igrah 1980[*]